# Onthophagus cheesmanae
Onthophagus cheesmanae är en skalbaggsart som beskrevs av Gilbert John Arrow 1941. Onthophagus cheesmanae ingår i släktet Onthophagus och familjen bladhorningar. Inga underarter finns listade i Catalogue of Life.